# Orgilus elasmopalpi
Orgilus elasmopalpi är en stekelart som beskrevs av Muesebeck 1970. Orgilus elasmopalpi ingår i släktet Orgilus och familjen bracksteklar. Inga underarter finns listade i Catalogue of Life.